# Innovación Federal
Innovación Federal (IF) es un espacio político/parlamentario argentino. Representa un bloque parlamentario en las dos cámaras del poder legislativo de la Nación.

## Composición legislativa
El bloque se formó a partir de un acuerdo entre la dirigencia política de los partidos provinciales, Partido de la Concordia Social (Misiones), Juntos Somos Río Negro (Río Negro), Partido Justicialista de Salta (cuyos diputados se desprendieron del bloque de Unión por la Patria) y Salta nos Une (Salta).

### Cámara de Diputados
| Bloque Innovación Federal 8 diputados - Presidente: Pamela Calletti | Bloque Innovación Federal 8 diputados - Presidente: Pamela Calletti | Bloque Innovación Federal 8 diputados - Presidente: Pamela Calletti | Bloque Innovación Federal 8 diputados - Presidente: Pamela Calletti | Bloque Innovación Federal 8 diputados - Presidente: Pamela Calletti | Bloque Innovación Federal 8 diputados - Presidente: Pamela Calletti | Bloque Innovación Federal 8 diputados - Presidente: Pamela Calletti |
| Partido                                                             | Partido                                                             | Retrato                                                             | Nombre                                                              | Provincia                                                           | Mandato                                                             | Mandato                                                             |
| Partido                                                             | Partido                                                             | Retrato                                                             | Nombre                                                              | Provincia                                                           | Inicio                                                              | Fin                                                                 |
| ------------------------------------------------------------------- | ------------------------------------------------------------------- | ------------------------------------------------------------------- | ------------------------------------------------------------------- | ------------------------------------------------------------------- | ------------------------------------------------------------------- | ------------------------------------------------------------------- |
|                                                                     | Partido de la Concordia Social                                      |                                                                     | Pedro Alberto Arrúa                                                 | Misiones                                                            | 2023                                                                | 2027                                                                |
|                                                                     | Partido de la Concordia Social                                      |                                                                     | Carlos Alberto Fernández                                            | Misiones                                                            | 2021                                                                | 2025                                                                |
|                                                                     | Partido de la Concordia Social                                      |                                                                     | Yamila Ruíz                                                         | Misiones                                                            | 2023                                                                | 2027                                                                |
|                                                                     | Partido de la Concordia Social                                      |                                                                     | Daniel Vancsik                                                      | Misiones                                                            | 2023                                                                | 2027                                                                |
|                                                                     | Juntos Somos Río Negro                                              |                                                                     | Agustín Domingo                                                     | Río Negro                                                           | 2021                                                                | 2025                                                                |
|                                                                     | Partido Justicialista                                               |                                                                     | Pamela Calletti                                                     | Salta                                                               | 2021                                                                | 2025                                                                |
|                                                                     | Partido Justicialista                                               |                                                                     | Pablo Outes                                                         | Salta                                                               | 2023                                                                | 2027                                                                |
|                                                                     | Salta nos Une                                                       |                                                                     | Yolanda Graciela Vega                                               | Salta                                                               | 2023                                                                | 2027                                                                |

### Cámara de Senadores
| Bloque Innovación Federal 3 senadores - Presidente: sin especificar | Bloque Innovación Federal 3 senadores - Presidente: sin especificar | Bloque Innovación Federal 3 senadores - Presidente: sin especificar | Bloque Innovación Federal 3 senadores - Presidente: sin especificar | Bloque Innovación Federal 3 senadores - Presidente: sin especificar | Bloque Innovación Federal 3 senadores - Presidente: sin especificar | Bloque Innovación Federal 3 senadores - Presidente: sin especificar |
| Partido                                                             | Partido                                                             | Retrato                                                             | Nombre                                                              | Provincia                                                           | Mandato                                                             | Mandato                                                             |
| Partido                                                             | Partido                                                             | Retrato                                                             | Nombre                                                              | Provincia                                                           | Inicio                                                              | Fin                                                                 |
| ------------------------------------------------------------------- | ------------------------------------------------------------------- | ------------------------------------------------------------------- | ------------------------------------------------------------------- | ------------------------------------------------------------------- | ------------------------------------------------------------------- | ------------------------------------------------------------------- |
|                                                                     | Partido de la Concordia Social                                      |                                                                     | Carlos Omar Arce                                                    | Misiones                                                            | 2023                                                                | 2029                                                                |
|                                                                     | Partido de la Concordia Social                                      |                                                                     | Sonia Elizabeth Rojas Decut                                         | Misiones                                                            | 2023                                                                | 2029                                                                |
|                                                                     | Juntos Somos Río Negro                                              |                                                                     | Mónica Esther Silva                                                 | Río Negro                                                           | 2019                                                                | 2025                                                                |